# Daryl Impey
Daryl Impey (Johannesburgo, 6 de diciembre de 1984) es un ciclista sudafricano que fue profesional desde 2008 hasta 2023.

## Historia
Su primera victoria importante fue el Tour de Turquía de 2009 en la que sufrió una espectacular caída cuando fue tirado por Theo Bos en la 8.ª y última etapa.
El 4 de julio de 2013 logró enfundarse el maillot amarillo del Tour de Francia, convirtiéndose en el primer africano en liderar la ronda gala.
El 2 de julio de 2014 se anunció que dio positivo por Probenecid en un control de la UCI después de los Campeonatos de Sudáfrica (6 de febrero) y de acuerdo con el código de salud interno del equipo Orica-GreenEDGE fue suspendido provisionalmente. Sin embargo, Daryl, fue exculpado y declarado inocente debido a que este positivo fue fruto de un producto farmacéutico contaminado. Esto hizo que pudiera volver a competir a partir del 29 de agosto.

## Palmarés
| 2007 - Juegos Panafricanos en Ruta 2008 - 1 etapa del Herald Sun Tour 2009 - 2.º en el Campeonato de Sudáfrica en Ruta - Tour de Turquía, más 1 etapa 2011 - Campeonato de Sudáfrica Contrarreloj - 1 etapa de la Vuelta a Marruecos 2012 - 1 etapa de la Vuelta al País Vasco - 1 etapa de la Vuelta a Eslovenia 2013 - Campeonato de Sudáfrica Contrarreloj - 1 etapa de la Vuelta al País Vasco - 1 etapa de la Vuelta a Baviera 2014 - Campeonato de Sudáfrica Contrarreloj - 2.º en el Campeonato de Sudáfrica en Ruta - 1 etapa de la Vuelta a Baviera - Tour de Alberta, más 1 etapa 2015 - Campeonato de Sudáfrica Contrarreloj - 2.º en el Campeonato de Sudáfrica en Ruta | 2016 - Campeonato de Sudáfrica Contrarreloj 2017 - Campeonato de Sudáfrica Contrarreloj - 1 etapa de la Volta a Cataluña 2018 - Tour Down Under - Campeonato de Sudáfrica Contrarreloj - Campeonato de Sudáfrica en Ruta - 1 etapa del Critérium del Dauphiné 2019 - Tour Down Under, más 1 etapa - Campeonato de Sudáfrica Contrarreloj - Campeonato de Sudáfrica en Ruta - 1 etapa del Tour de Francia - Tour de la República Checa - UCI Africa Tour 2020 - Campeonato de Sudáfrica Contrarreloj - 2.º en el Campeonato de Sudáfrica en Ruta - UCI Africa Tour 2022 - 1 etapa de la Vuelta a Suiza |

## Resultados en Grandes Vueltas y Campeonatos del Mundo
Durante su carrera deportiva consiguió los siguientes puestos en las Grandes Vueltas y en los Campeonatos del Mundo en carretera:
| Carrera         | Carrera         | 2007 | 2008 | 2009 | 2010 | 2011 | 2012  | 2013 | 2014 | 2015 | 2016 | 2017 | 2018 | 2019 | 2020 | 2021 | 2022  | 2023 |
| --------------- | --------------- | ---- | ---- | ---- | ---- | ---- | ----- | ---- | ---- | ---- | ---- | ---- | ---- | ---- | ---- | ---- | ----- | ---- |
|                 | Giro de Italia  | —    | —    | —    | —    | —    | Ab.   | —    | —    | —    | —    | —    | —    | —    | —    | —    | —     | —    |
|                 | Tour de Francia | —    | —    | —    | —    | —    | 111.º | 74.º | —    | Ab.  | 38.º | 47.º | 46.º | 72.º | 97.º | —    | —     | —    |
|                 | Vuelta a España | —    | —    | —    | —    | —    | —     | —    | —    | 84.º | —    | —    | —    | —    | —    | —    | 101.º | —    |
| Mundial en Ruta | Mundial en Ruta | Ab.  | Ab.  | —    | Ab.  | —    | —     | Ab.  | 16.º | 50.º | —    | 49.º | —    | Ab.  | —    | —    | 74.º  | Ab.  |

—: no participa

Ab.: abandono

## Equipos
- Barloworld (2008-2009)
  - Barloworld-Bianchi (2008)
  - Barloworld (2009)
- Team RadioShack (2010)
- MTN Qhubeka (2011)[7]
- Team NetApp (2011)[8]
- Orica/Mitchelton (2012-2020)
  - Orica-GreenEDGE (2012-2016)
  - Orica-BikeExchange (2016)
  - Orica-Scott (2017)
  - Mitchelton-Scott (2018-2020)
- Israel (2021-2023)
  - Israel Start-Up Nation (2021)
  - Israel-Premier Tech (2022-2023)